# 维莱埃隆
维莱埃隆（法語：Villers-Hélon，法語發音：[vilɛʁ elɔ̃]）是法国上法蘭西大區埃纳省的一个市镇，属于苏瓦松区。

## 地理
维莱埃隆（49°15'48"N, 3°15'43"E）面积8.07 平方千米，位于法国上法蘭西大區埃纳省，该省份为法国北部内陆省份，北起北部省，西接索姆省和瓦兹省，东临阿登省和马恩省，西南至塞纳-马恩省，东北部与比利时接壤。
与维莱埃隆接壤的市镇（或旧市镇、城区）包括：隆蓬、卢阿特尔、圣雷米布朗济、维耶尔济。

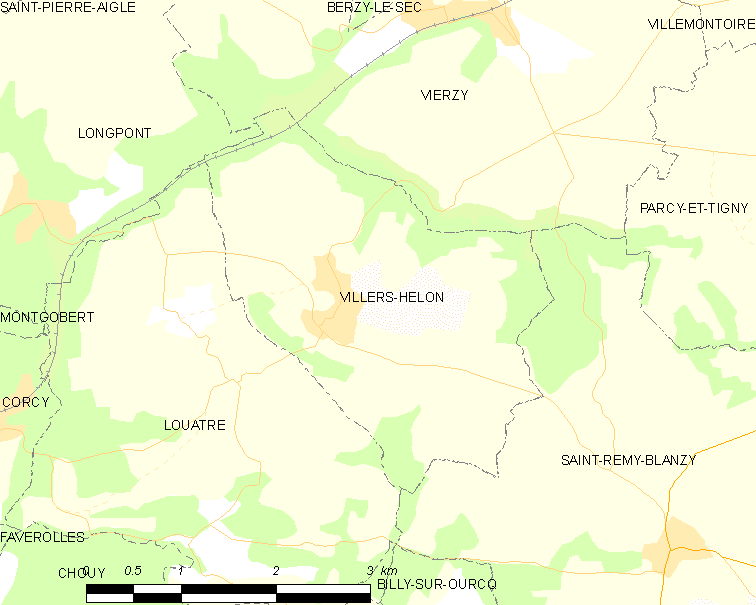
维莱埃隆的OSM定位图

维莱埃隆的时区为UTC+01:00、UTC+02:00（夏令时）。

## 行政
维莱埃隆的邮政编码为02600，INSEE市镇编码为02812。

## 政治
维莱埃隆所属的省级选区为维莱科特雷县。

## 人口

1962-2008年间维莱埃隆人口变化图示

维莱埃隆于2022年1月1日时的人口数量为194人。